# Кристинопольський замок
Кристино́польський палац (інші назви — Палац Потоцьких у Червонограді) — палацовий комплекс, пам'ятка архітектури місцевого значення у місті Червоноград (колись — Кристинополь), Львівської області.

## Історія
У 1756—1760 рр. (за іншими даними 1756—1762 рр.) Ф. С. Потоцький (онук Фелікса Казимира Потоцького) перебудував Кристинопольський маєток Ф. К. Потоцького на палац французького стилю й оточив його парком. Це все було зробленими з великою пишністю і затратою значних коштів та енергії. Палацовий парк площею понад 6 га був подібний на Версальський, з великою кількістю каналів, штучних водоспадів та фонтанів. Парк і палац був запроектований П'єром Ріко де Тірреґайлем (П'єр Ріко де Тірргей).
За часів воєводи Потоцького:

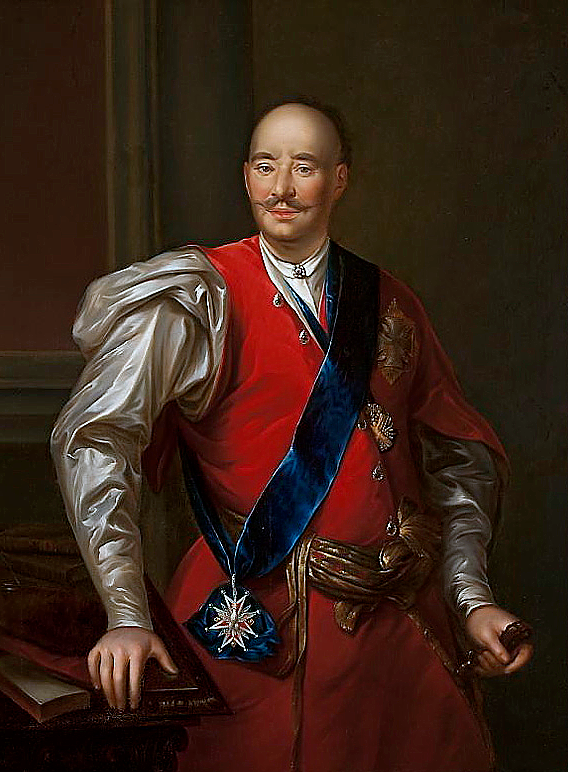
Франциск Потоцький

- через парк протікала річка Солокія і робила його надзвичайно мальовничим. Солокія та Буг оточували палац і утворювали природну оборону
- палац був покритий зі сторони під'їзду ґонтом, а решта соломою, оскільки в ті часи дотримувалися думки, що солома краще зберігає тепло. В 1904 році частину даху було покрито бляхою, а частина зоставалась критою ґонтом.

1856 року, після пожежі, палац був частково перебудований, тоді був змінений фасад, але палац зберіг свої загальні риси. Під час Першої світової війни російські війська значно знищили палац зсередини — вони повиривали вікна, двері, сходи, поруйнували каміни тощо
У палаці були зали балова, концертна, театральні (менша та більша). У найближчому до палацу будинку містилась замкова кухня та помешкання для прислуги палацу, в іншому будинку жив садівник, економи та інші урядові особи середньої категорії. Дворяни та вищі урядовці займали окремі будинки. В будинку поблизу палацу містилася адміністрація всіх маєтків Ф. С. Потоцького. За ним містилася броварня, винокурня, навпроти них були розміщені казарми власного війська. Воєвода мав тільки в Кристинопольському замку кілька десятків гармат, що на ті часи було дуже багато, також в інших маєтках була велика кількість гармат. При розподілі Польщі все це 14 вересня 1772 року було конфісковано австрійським урядом. Крім артилерії військо воєводи складалося з піхоти, кавалерії та інших військ. При в'їзді до замку стояв будинок варти, де постійно перебувала частина війська. Коли Потоцький виїжджав або в'їжджав до замку, військо зі зброєю віддавало йому честь під звуки горнів та бубнів. Частину приміщень замку займали стайні, возовні та інші господарські приміщення. Палац спочатку мав дерев'яний частокіл, який пізніше був замінений на кам'яний мур.
Двір воєводи був таким самим великим, як і королівський, з тією ж системою розподілу, урядами, що удільні князівства, та складався з найкращих шляхтичів. Двір воєводи складався з 30 дворян, всі вони були шляхтичами. Маршалком двору в Потоцького був Володимир Четвертинський, секретарем — Кароль гр. Сєраковський.
У палаці бували та працювали митці: Станіслав Строїнський, Франц Смуглевич, Марчелло Баччареллі, Помпоніус Батоні та інші. Вони виконали ряд портретів родини Ф. С. Потоцького, серед них його портрети в кунтуші та в лицарських обладунках. Пізніше велику кількість полотен відомих майстрів С. Щ. Потоцький забрав до палацу в Тульчині.
Після першого поділу Польщі (1772 р.) палац відійшов до володінь Австро-Угорщини і втратив своє значення та велич.
Палацом з кінця XVIII ст. володіла Катажина Коссаковська.
Єдиний син Ф. С. Потоцького — Станіслав Щенсний Потоцький — не бажав жити під австрійською владою та переніс свою резиденцію з Кристинополя до Тульчина. В Тульчині він збудував найбільший на той час палац та заклав навколо нього парк на зразок Кристинополя. Ідеї парку в Кристинополі були запозичені С. Щ. Потоцьким також для закладення Софіївки в Умані.

## Розташування та план палацу

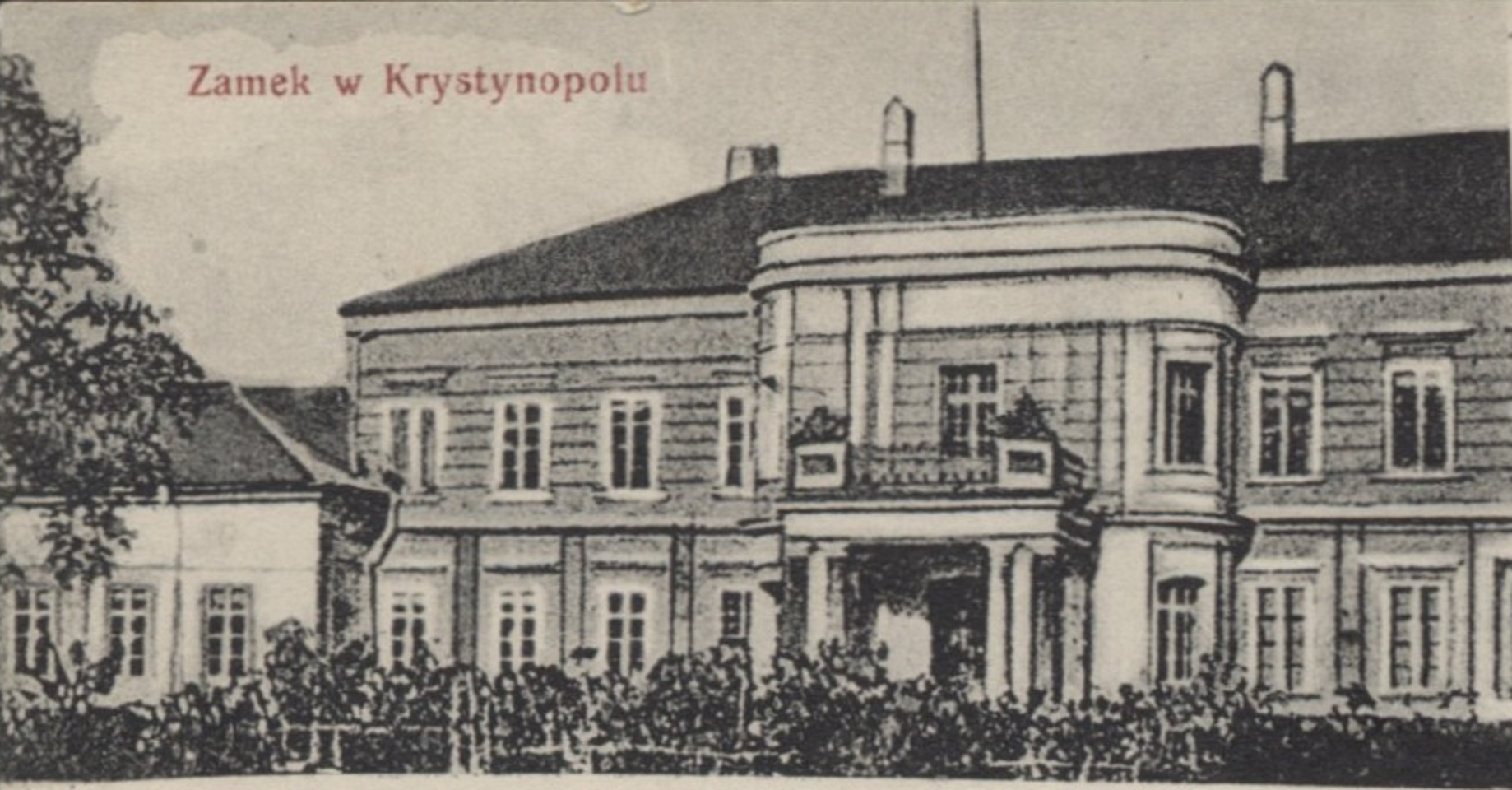
Палац у Кристинополі (1912 р.)

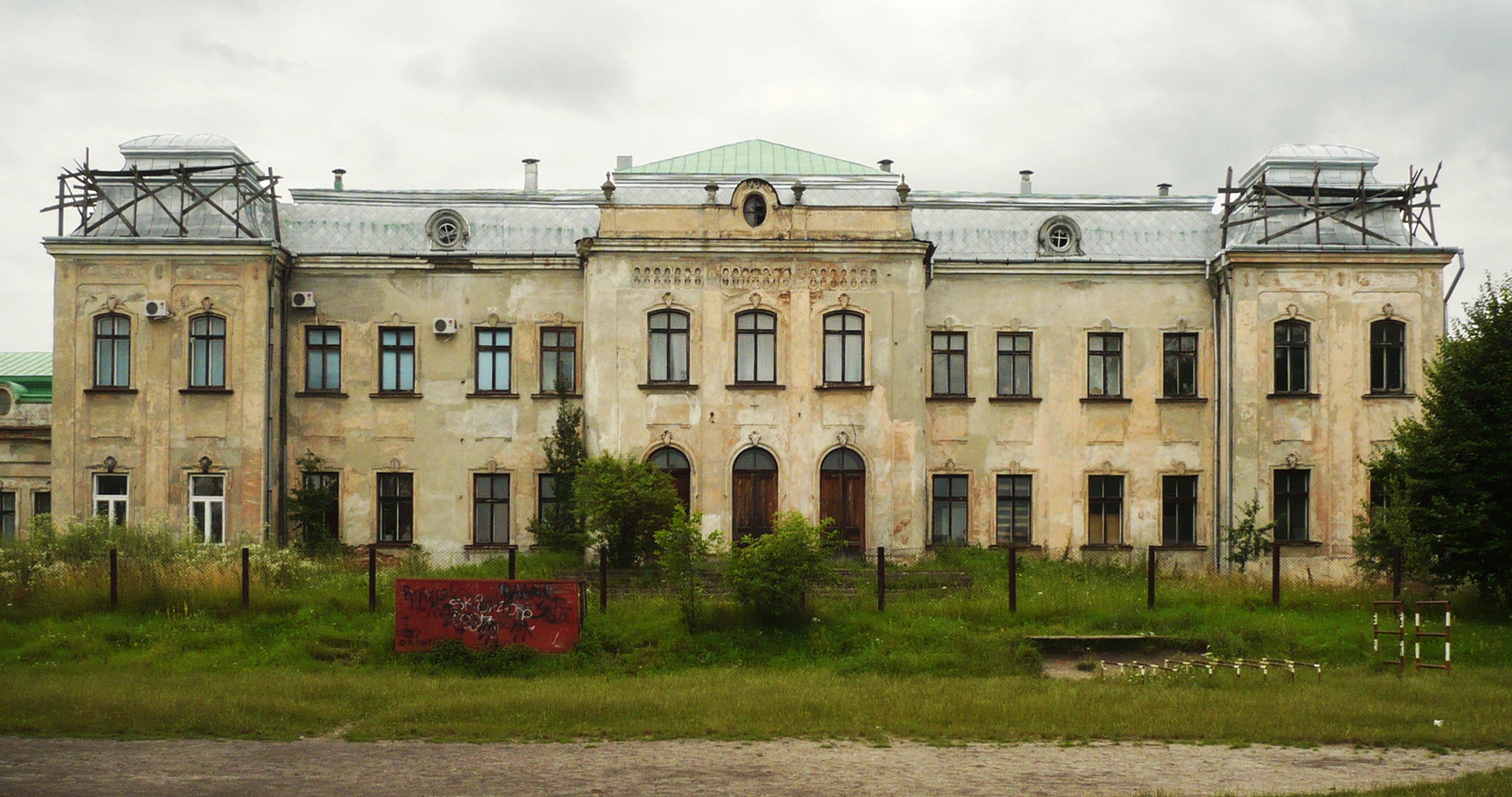
Палац у Кристинополі з фасаду (2010 рік)

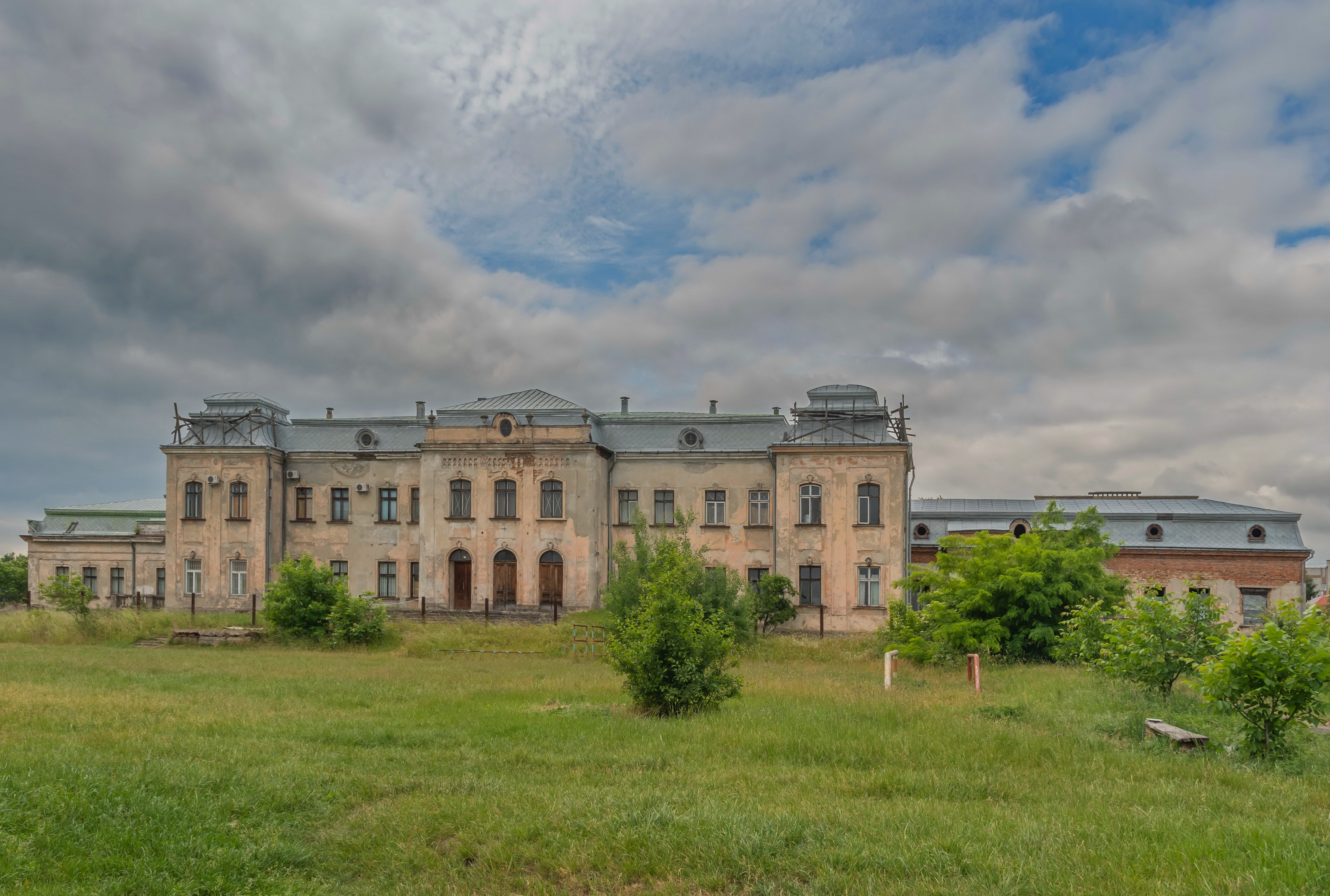
Вигляд зі сходу у 2023 році

Палац складався з двох подвір'їв та парку. В'їзд на перше подвір'я йшов від міського ринку через низьку ковану залізну браму на мурованих стовпах, яка на французький зразок була висунута незначно вперед. На першому подвір'ї з боків в'їзду були ще дві невеликі брами. В'їзд у праву браму вів до возовень, а в ліву — до оранжерей та квітників.
Навпроти першої брами в глибині першого двору був в'їзд до палацу через другу муровану браму, в якій посередині була вежа з годинником, а з боків — будинки для замкового гарнізону. Навпроти другої в'їзної брами був сам палац.
Друге замкове подвір'я мало вигляд шестикутника, наближеного формою до квадрата. Весь цей простір був навколо повністю забудований. Над усіма забудовами домінував двоповерховий палац, бічні прибудови якого плавно переходили в загальні забудови замку.
Справа від шестикутного подвір'я були великі стайні, забудовані у формі квадрату, а зліва — семетрично — кухні з приміщенями для челяді. Сам палац складався з центральної двоповерхової частини та двох бічних з мансардовими оздобленими дахами. Середня частина палацу була оздоблена в стилі рококо.

### Палацовий парк
Кристинопольський парк був оточений навколо каналом з водою. До парку каналом була направлена також річка Солокія, яка постачала воду до шлюзової системи, яка в свою чергу постачала воду на чотири фонтани-водойми, котрі оздоблювали партери. Також річка поставляла воду на водоспад та впадала в величезну водойму-фонтан «Нептун».
Перед палацом з боку парку були великі клумби у вигляді тераси. Тераса була оздоблена навколо кованою балюстрадою. Посередині двох клумб були фонтани. За терасою містився великий партер у вигляді прямокутника, позаду якого — довгий Великий канал, оточений колонами та фонтанами. Закінчувався канал голландською шлюзовою системою, яка регулювала рівень води в каналах. Направо від великого каналу був фонтан-водойма «Нептун», а наліво — дві менші водойми. Біля однієї з них на терасі стояв павільйон, оточений балюстрадою з вазонами. Посередині містилася італійська тераса з бельведером. Головна балюстрада була оздоблена аркадами.

## Теперішній стан

Вигляд із заходу у 2023 році

На початку XX ст. замку вже не було. За нашого часу замку також не існує, залишився в жалюгідному стані тільки палац. Тому одним з пріоритетних завдань є реставрація палацу, що надало б йому цінності як туристичного об'єкта.

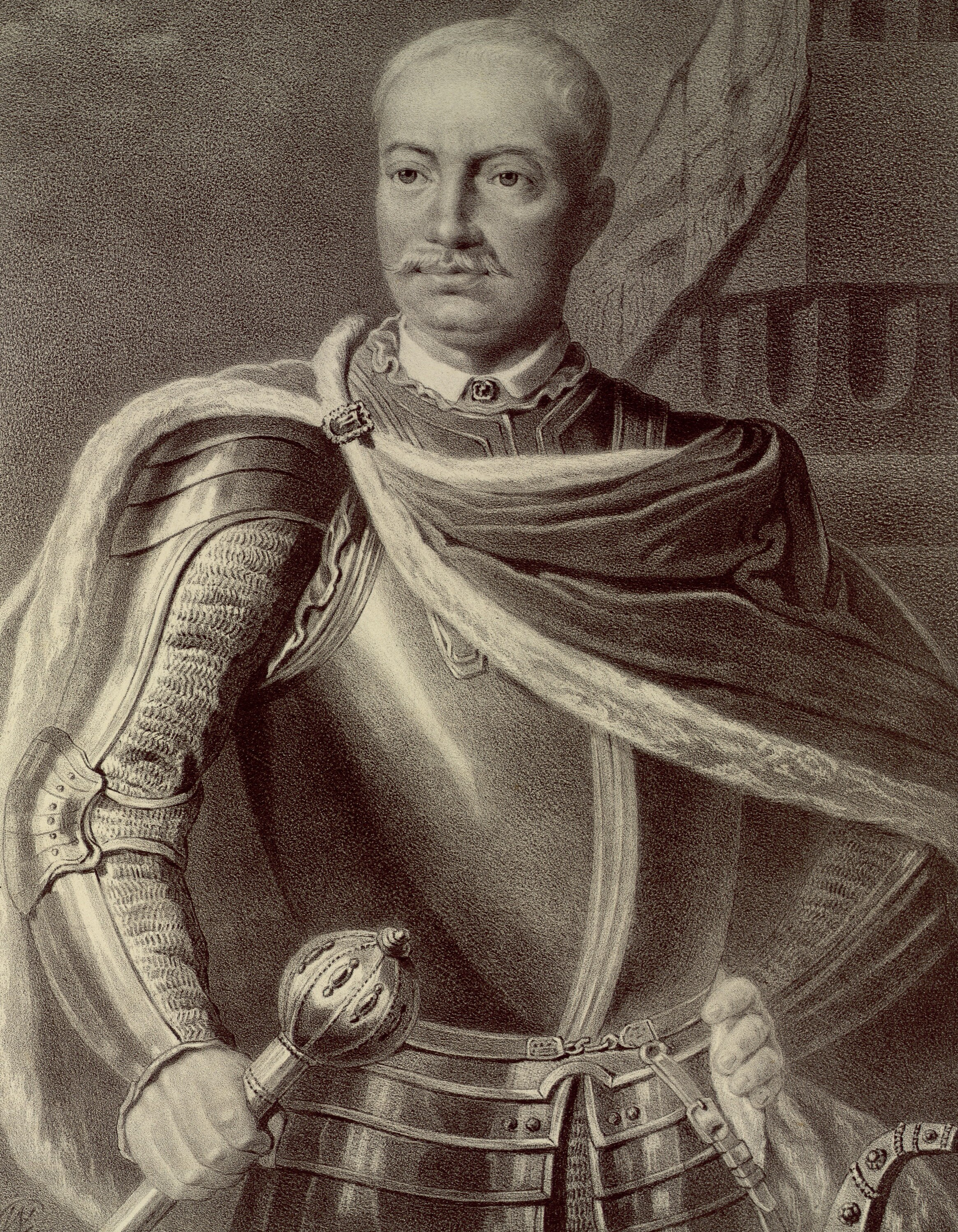
Фелікс Казимир Потоцький
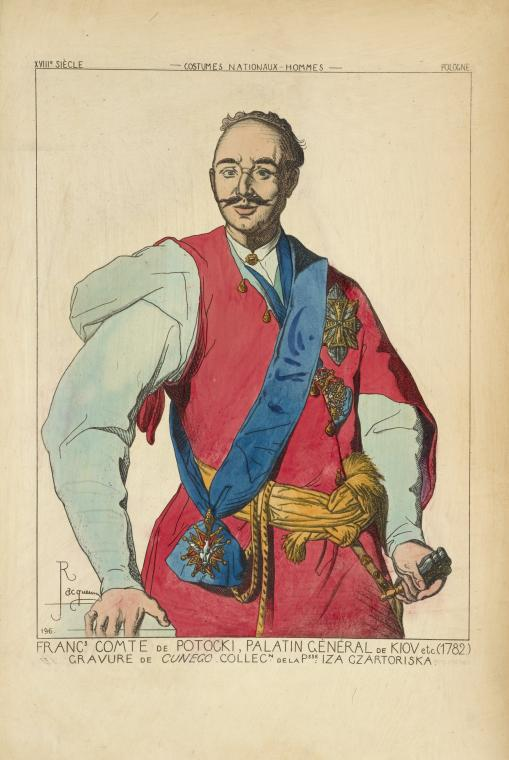
Київський воєвода Францішек Потоцький
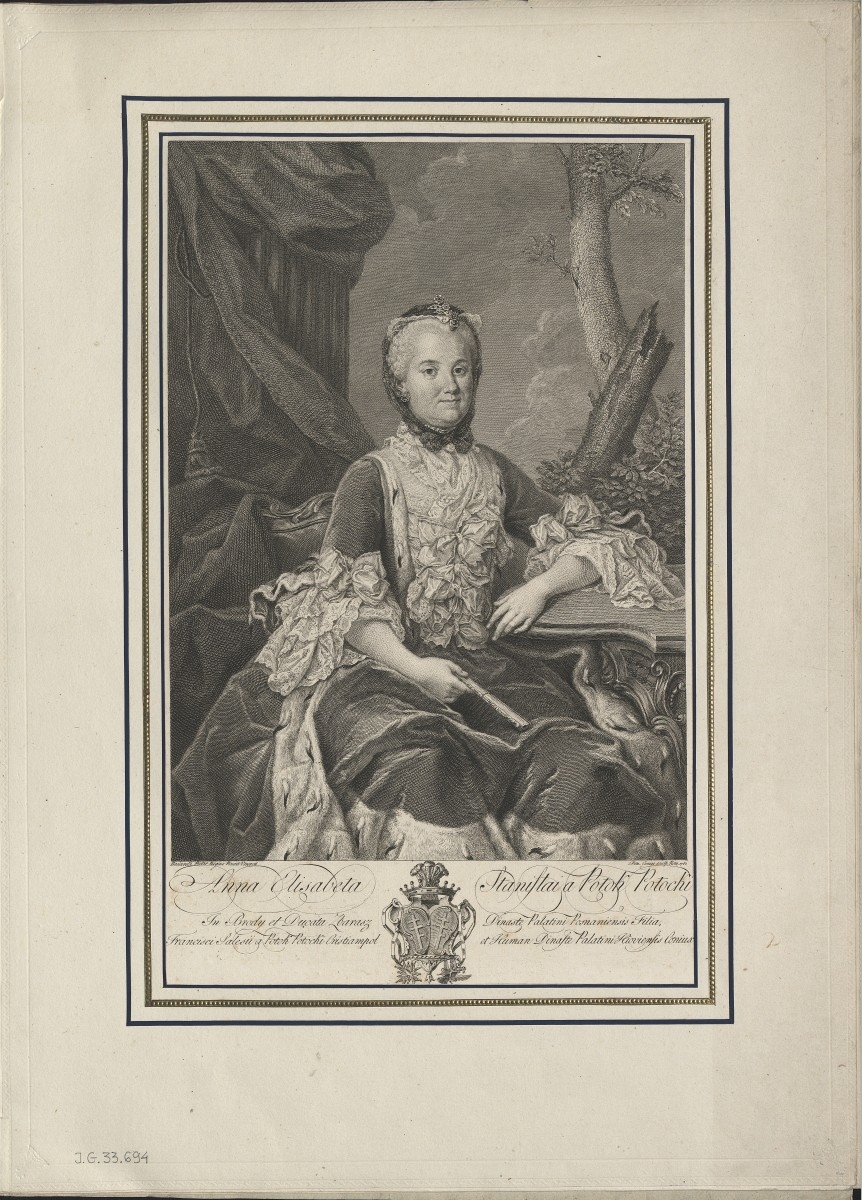
Воєводина Анна Потоцька
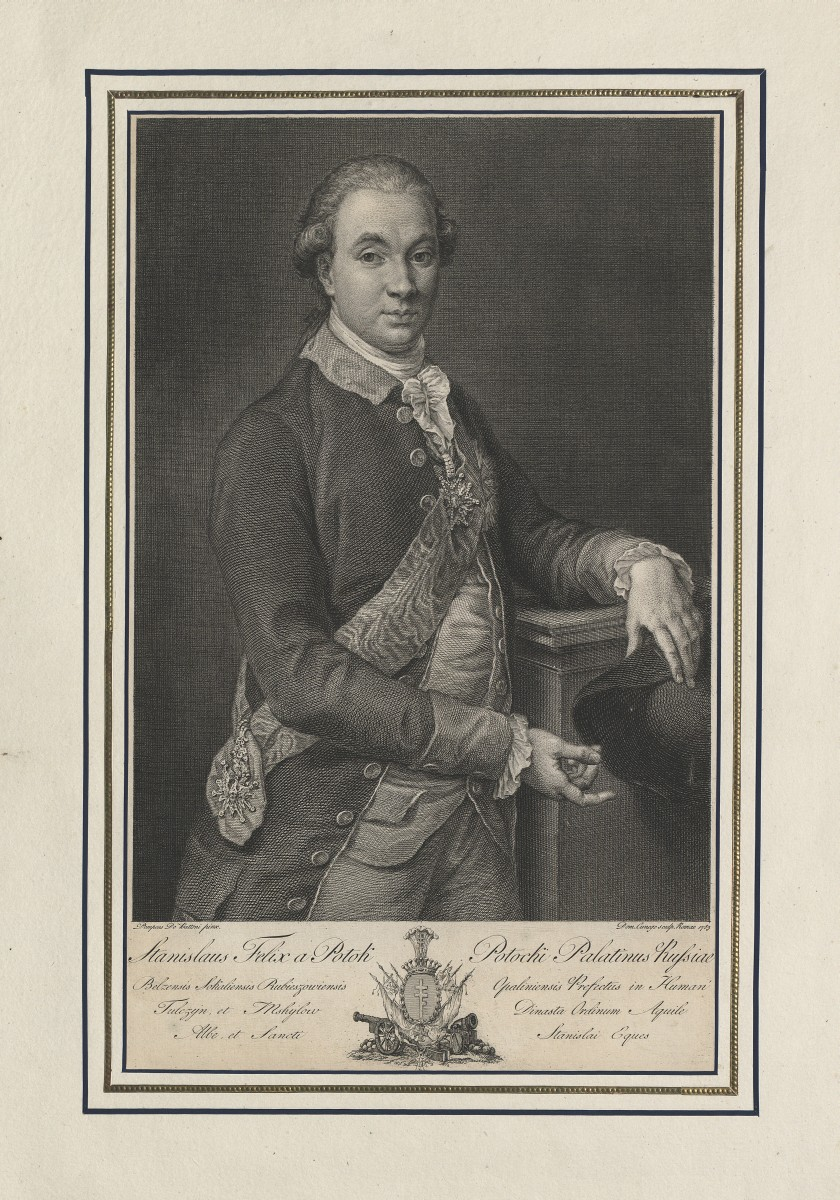
Станіслав Потоцький